# César Sampaio
Pour les articles homonymes, voir Campos.
Carlos César Sampaio Campos, plus connu sous le nom de César Sampaio, est un footballeur brésilien né le 31 mars 1968 à São Paulo. Il évolue au poste de milieu défensif, notamment avec SE Palmeiras et l'équipe du Brésil.

## Carrière de joueur

### En club
- 1985 - 1991 : Santos FC ( Brésil)
- 1991 - 1994 : SE Palmeiras ( Brésil)
- 1995 - 1998 : Yokohama Flügels ( Japon)
- 1998 - 2000 : SE Palmeiras ( Brésil)
- 2000 - 2001 : Deportivo La Corogne ( Espagne)
- 10/2001 - 12/2001 : SC Corinthians ( Brésil)
- 2002 : Kashiwa Reysol ( Japon)
- 2003 - 2004 : Sanfrecce Hiroshima ( Japon)
- 2004 : São Paulo FC ( Brésil)

### En équipe nationale
Il a disputé la Coupe du monde 1998 avec l'équipe du Brésil dont il fut le premier buteur.
Il a été sélectionné 47 fois en équipe nationale, sa dernière sélection date de novembre 2000 contre la Colombie lors des éliminatoires de la Coupe du monde 2002.

## Palmarès

### En sélection
- Finaliste de la Coupe du monde 1998 avec l'équipe du Brésil
- Vainqueur de la Coupe des confédérations 1997 avec l'équipe du Brésil
- Vainqueur de la Copa América en 1997 avec l'équipe du Brésil

### En club
- Champion du Brésil en 1993 et en 1994 avec Palmeiras
- Champion de l'État de São Paulo en 1993, 1994 avec Palmeiras, et en 2001 avec les Corinthians
- Vainqueur du Tournoi Rio-São Paulo en 1993 et 2000 avec Palmeiras
- Vainqueur de la Coupe du Brésil en 1998 avec Palmeiras
- Vainqueur de la Coupe Mercosul en 1998 avec Palmeiras
- Vainqueur de la Copa Libertadores en 1999 avec Palmeiras
- Vainqueur de la Supercoupe d'Espagne en 2000 avec le Deportivo La Corogne
- Vainqueur de la Super Coupe d'Asie en 1995 avec les Yokohama Flugels
- « Ballon d'or brésilien » en 1990 et 1993.